# Knokke Challenger
Il Knokke Challenger è stato un torneo professionistico di tennis giocato su campi in terra rossa. Faceva parte dell'ATP Challenger Series. Si giocava annualmente a Knokke-Heist in Belgio.

## Albo d'oro

### Singolare
| Anno       | Campione          | Finalista         | Punteggio     |
| ---------- | ----------------- | ----------------- | ------------- |
| 1982       | Tomáš Šmíd        | Željko Franulović | 6–2, 6–2, 6–0 |
| 1983- 1985 | Non disputato     | Non disputato     | Non disputato |
| 1986       | Gerardo Vacarezza | Christer Allgårdh | 6–3, 6–3      |
| 1987       | Edoardo Mazza     | Eduardo Masso     | 7–6, 6–4      |
| 1988       | Per Henricsson    | Patrice Kuchna    | 6–3, 7–6      |
| 1989       | Libor Pimek       | Radek Zahraj      | 7–6, 7–6      |
| 1990       | Marcos Górriz     | Josef Čihák       | 7–5, 2–6, 6–1 |

### Doppio
| Anno       | Campioni                            | Finalisti                          | Punteggio     |
| ---------- | ----------------------------------- | ---------------------------------- | ------------- |
| 1982       | Zoltán Kuhárszky Hans Kary          | Jan Gunnarsson Jeff Simpson        | 5–7, 6–2, 6–4 |
| 1983- 1985 | Non disputato                       | Non disputato                      | Non disputato |
| 1986       | Danilo Marcelino Héctor Ortíz       | Alain Brichant Jan Van Langendonck | 6–4, 6–7, 6–3 |
| 1987       | Anders Henricsson Per Henricsson    | Givaldo Barbosa Nevio Devide       | 6–1, 6–3      |
| 1988       | David Ison Richard Whichello        | Kurt Robinson Justin Stead         | 6–4, 6–3      |
| 1989       | Xavier Daufresne Denis Langaskens   | Karel Demuynck Libor Pimek         | 7–5, 6–2      |
| 1990       | Andrej Ol'chovskij Dmitrij Poljakov | Xavier Daufresne Denis Langaskens  | 6–4, 4–6, 6–3 |